# Damiatebrug
De Damiatebrug of Damiatenbrug is een ijzeren brug in de stad Dordrecht, in de Nederlandse provincie Zuid-Holland. Sinds 1990 is de brug aangewezen als rijksmonument. De brug is gebouwd over de Wolwevershaven en verbindt twee kades, de Wolwevershaven en de Kuipershaven.
De naam van de brug was overgenomen van de oude houten brug die zich eerder op die plek bevond, en die is weer afkomstig van de houthandel Damiate die in de buurt stond in de 17e eeuw. In 1855 is de huidige dubbele ijzeren ophaalbrug gebouwd naar het ontwerp van George Nicolaas Itz. De Damiatebrug werd in april 1855 opengesteld maar stortte in mei 1855 in, omdat de combinatie van gietijzer en smeedijzer te zwak bleek. In 1857 was de brug hersteld, waarbij het gietijzer grotendeels was vervangen door smeedijzer. In 1964 werd de brug geëlektrificeerd.
De bruglengte is 15 meter.